# Etmopterus granulosus
Etmopterus granulosus  (лат.) — вид рода чёрных колючих акул семейства лат. Etmopteridae отряда катранообразных. Обитает в Атлантическом и Тихом океане на глубине до 637 м. Максимальный зарегистрированный размер 60 см. Тело довольно плотное, коричневого цвета, брюхо и нижняя часть головы чёрные. У основания обоих спинных плавников имеются шипы. Анальный плавник отсутствует. Коммерческой ценности не имеет.

## Таксономия
Впервые вид был описан в 1880 году английским ихтиологом и герпетологом немецкого происхождения Альбертом Гюнтером. Голотип —  неполовозрелый самец длиной 25,6 см, пойманный у берегов Чили на глубине 220 м. Видовое название происходит от слова лат. granulosa — «зерно».

## Ареал
Etmopterus granulosus обитают в юго-восточной части Тихого и юго-западной части Атлантического океана у побережья Аргентины, Чили и Фолклендских островов. Эти акулы встречаются на материковом склоне на глубине от 220 до 637 м. 

## Описание
Максимальный зарегистрированный размер составляет 60 см. Тело довольно плотное, с коротким хвостом. Крупные овальные глаза вытянуты по горизонтали. Позади глаз имеются крошечные брызгальца. Расстояние от начала основания брюшных плавников до вертикали, проведённой через основание нижней лопасти хвостового плавника, примерно равно расстоянию от кончика рыла до брызгалец, в 1,6 раз превышает дистанцию между основанием грудных и брюшных плавников и в 1,3 раза больше расстояния между спинными плавниками. У взрослых акул расстояние между основаниями грудного и брюшного плавников довольно существенное и приблизительно равно длине головы. Ширина головы примерно в 1,3 раза превышает расстояние от кончика рыла до рта. Расстояние от кончика рыла до брызгалец в 1,3 раза больше дистанции между брызгальцами и началом основания грудных плавников. Основание первого спинного плавника расположено ближе к грудным плавникам. Жаберные щели очень короткие, по ширине равны брызгальцам и составляют менее 1/3 длины глаза.  Верхние зубы оснащены тремя или менее парами зубцов. Расстояние между спинными плавниками немного меньше дистанции между кончиком рыла и первой жаберной щелью и в 2,5 раза превосходит расстояние между основаниями второго спинного и хвостового плавника. Голова и грудные плавники покрыты хаотично расположенными плакоидными чешуйками конической формы с зубцами. По бокам они образуют правильные продольные ряды. 
Ноздри размещены на кончике рыла. У основания обоих спинных плавников расположены рифлёные шипы. Второй спинной плавник и шип крупнее первых. Грудные плавники маленькие и закруглённые. Окрас сверху коричневый, нижняя часть головы и брюхо чёрные. Над и позади брюшных плавников него имеется короткая чёрная отметина.

## Биология
Etmopterus granulosus, вероятно, размножаются яйцеживорождением. Длина новорожденных 18 см. Минимальный зарегистрированный размер взрослого самца составляет 41 см. 

## Взаимодействие с человеком
Вид не имеет коммерческой ценности. В качестве прилова, вероятно, попадает в коммерческие глубоководные тралы. Международный союз охраны природы присвоил этому виду статус сохранности «Вызывающий наименьшие опасения».